# Friedrich Körte (Mediziner)

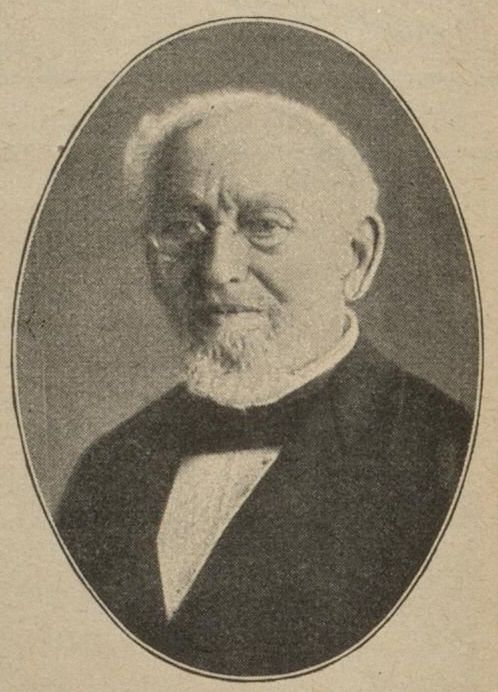
Friedrich Körte, um 1911

Christoph Franz Friedrich Körte (* 16. Januar 1818 in Aschersleben; † 4. Februar 1914 in Berlin) war ein deutscher Arzt.

## Leben
Friedrich Körte war der Sohn des Offiziers und Verwaltungsbeamten Christian Körte (1786–1858). Er besuchte die Schule in Schulpforta und studierte anschließend Medizin in Marburg (1838/39) und Berlin, u. a. bei Johann Lukas Schönlein, Johannes Müller, Moritz Heinrich Romberg, Eduard Wolff, Karl von Gräfe, Johann Christian Jüngken. 1840/41 leistete er seine einjährige Dienstpflicht als Militärchirurg im Garde-Kürassier-Regiment ab, wurde nach einem halben Jahr aber zur Fortsetzung seiner Studien entlassen. Am 6. August 1841 wurde er mit einer medizingeschichtlichen Arbeit über die Lehre von der Blutfleckenkrankheit zum Dr. med. promoviert. Im Oktober 1841 legte er das Staatsexamen ab, 1842 erhielt er die Approbation als praktischer Arzt und Geburtshelfer.
Anfang 1843 trat er eine Stelle als dritter Assistent ohne Gehalt in der Praxis von Stephan Friedrich Barez (1790–1856) an. 1850 eröffnete er seine eigene Praxis in Berlin. Er wurde zu einem der angesehensten Hausärzte der Stadt, so war er auch der Hausarzt zahlreicher prominenter Persönlichkeiten, etwa des Malers Adolph von Menzel, des Architekten Martin Gropius und des Archäologen Ernst Curtius, der Familien Krupp, Borsig und von Siemens.
Er engagierte sich für die Anliegen des Ärztestandes und war 1855 Gründungsvorsitzender der „Gesellschaft für wissenschaftliche Medizin“, einem Vorgänger der Berliner Medizinischen Gesellschaft die ihn 1891 zum Ehrenmitglied machte, und im Januar 1888 Gründungsvorsitzender der Ärztekammer für die Provinz Brandenburg und die Stadtgemeinde Berlin.

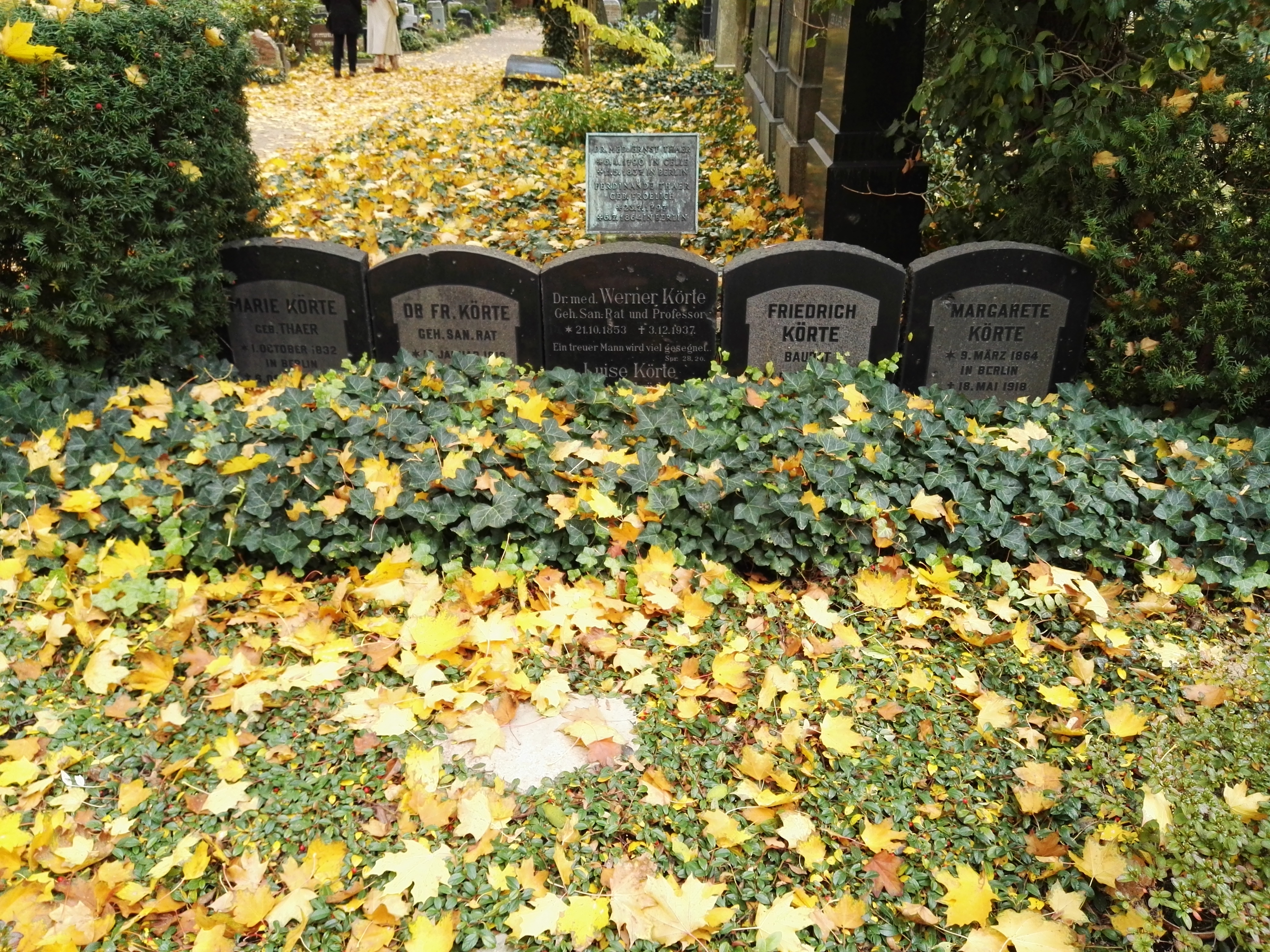
Familiengrab Körte in Berlin-Mitte

Friedrich Körte starb, knapp drei Wochen nach seinem 96. Geburtstag, am 4. Februar 1914 in seiner Wohnung am Hafenplatz 7 in der Berliner Friedrichsvorstadt (heutiger Ortsteil Berlin-Kreuzberg), wo er 42 Jahre lang gewohnt hatte. Beigesetzt wurde er im Familiengrab Körte auf dem Friedhof der Dorotheenstädtischen und Friedrichswerderschen Gemeinden an der Chausseestraße.

## Familie
Verheiratet war er mit Marie, geborener Thaer (1832–1898), einer Tochter des Arztes Andreas Ernst Thaer (1790–1837) und Enkelin des Agrarwissenschaftlers Albrecht Daniel Thaer. Sie hatten zehn Kinder, sieben Söhne: den Archäologen Gustav Körte (1852–1917), den Chirurgen Werner Körte (1853–1937), den Architekten Friedrich Körte (1854–1934), den Maler Martin Körte (1857–1929), den Oberbürgermeister von Königsberg Siegfried Körte (1861–1919), den Ingenieur Christian Körte (1862–1920), den Klassischen Philologen Alfred Körte (1866–1946), und drei Töchter: Magdalene Körte (1856–1858), Marie Körte (1859–1863), Margarete Körte (1864–1918).

## Ehrungen
- 1872 Titel Geheimer Sanitätsrat
- 1908 Stern zum Roten Adlerorden II. Klasse mit Eichenlaub

## Veröffentlichungen
- De purpura. Dissertation Berlin 1841 (Digitalisat).